# Липицкая битва (1176)
Ли́пицкая би́тва — сражение 27 июня 1176 года между полками великого князя Владимирского Всеволода Юрьевича Большое Гнездо и войском его племянника Мстислава Ростиславича, при поддержке ростовских бояр претендовавшего на великокняжеский престол.

## Предыстория
После убийства Андрея Боголюбского в 1174 году бояре пригласили на княжение его племянников, Мстислава и Ярополка Ростиславичей, а жители новых городов княжества, в том числе Владимира, вспомнили присягу, данную ещё Юрию Долгорукому относительно его младших сыновей, Михаила и Всеволода Юрьевичей. Последние с черниговской помощью в 1175 году утвердились в княжестве, выиграв первую битву, на пути между Москвой и Владимиром. Ростиславичи вынуждены были бежать: Ярополк в Рязань, а Мстислав в Новгород.
В 1176 году ростовцы послали в Новгород за Мстиславом, сообщив ему о смерти заболевшего в Городце Михаила. Однако, Михаил умер 20 июня, ровно за неделю до битвы. Мстислав, оставив в Новгороде сына Святослава, немедленно прибыл в Ростов, а оттуда двинул полки к Владимиру.
Всеволод перед битвой приехал в Юрьев и там соединился с переяславцами, Мстислав пришёл от Ростова и стоял у Липиц. Для начала сражения Всеволод перешёл реку Гзу, то есть оказался на её левом, западном берегу. Сражение произошло на Юрьевском поле.

## Ход сражения

р. Колокша, в которую впадает р. Гза,
на карте бассейна р. Клязьмы

Бой завязали лучники обеих сторон, после чего в дело вступила конница. Переяславскому полку Всеволода удалось смять правое крыло войска Мстислава. Воспользовавшись замешательством противника, вперёд вырвался владимирский полк и нанёс большие потери дружинам Мстислава, которые в беспорядке оставили поле битвы. Всеволод организовал преследование и довершил разгром противника.

## После сражения
Оставшись без войска, Мстислав бежал сначала в Новгород, где не был принят, а затем в Рязань к мужу своей сестры Глебу Ростиславичу. В Новгороде сел племянник Всеволода Ярослав Мстиславич Красный, названный летописью его сыном.
Глеб осенью 1176 года сжёг Москву, Всеволод выступил против него, но когда был за Переяславлем под Шернским лесом, к нему явились новгородские послы с предложением совершить совместный поход против Глеба, соответственно отложив его.
К Всеволоду присоединились черниговцы с Олегом и Владимиром Святославичами, а к Глебу половцы. Сражение произошло на Колокше вблизи Юрьева. Глеб, Мстислав и Ярополк попали в плен, Мстислав и Ярополк были посажены в поруб, затем ослеплены и отпущены на свободу, а Глеб умер во владимирской тюрьме (1178). Борьба за власть по смерти Андрея Боголюбского завершилась полной победой Всеволода Юрьевича.